# Kismat Konnection
Kismat Konnection – bollywoodzki komediodramat miłosny z 2008 roku w reżyserii Aziza Mirzy. W rolach głównych wystąpili Shahid Kapoor i Vidya Balan, a partnerowali im też Juhi Chawla, Om Puri i Boman Irani. Rolę narratora odegrał Shahrukh Khan.
Film opowiada historię młodego, ambitnego architekta, w college'u spostrzeganego jako nadzieja wszystkich, dziś bezrobotnego. Przestając wierzyć w siebie szuka on pomocy u wróżki (Juhi Chawla). Tematem filmu jest też manipulowanie cudzymi uczuciami, wykorzystywanie kogoś jako środka w realizacji swoich celów, ale i zwycięstwo miłości i prawdy nad grą i kłamstwem.
Zdjęcia kręcono w Toronto i Mumbaju. Obraz jest spin-offem hollywoodzkiej komedii romantycznej Całe szczęście (2006) z Lindsay Lohan i Chrisem Pine'em w rolach głównych.

## Fabuła
Toronto. Dwójka indyjskich architektów daremnie poszukuje pracy. Przyzwyczajony w szkole do sukcesów Raj Malhotra (Shahid Kapoor) zaczyna tracić wiarę w siebie. Pomoc znajduje u reklamowanej w TV wróżki (Juhi Chawla). Dzięki niej spostrzega, że wiedzie mu się ostatnio tylko w obecności pewnej przypadkowo poznanej dziewczyny (Vidya Balan). Raj zaczyna traktować Priyę, jako katalizatora dla swoich sukcesów, talizman przynoszący mu szczęście. Aby zapewnić sobie jej stałą obecność, okłamuje ją obiecując w projektowanym centrum handlowym uwzględnić jej potrzeby. Priya całym sercem opiekuje się domem starców, któremu, ze względu na plany budowy centrum handlowego, grozi likwidacja. Dom, w którym czują się bezpiecznie starzy przyjaciele Priyi z punktu widzenia biznesu jest nieopłacalną inwestycją. Raj nie ma nawet zamiaru ryzykować odrzucenia projektu, a więc ujęcie w planach domu starców jest tylko kłamstwem uspokajającym Priyę. Gdy prawda wychodzi na jaw, Raj uświadamia sobie nagle, że budując swoją karierę ryzykuje utratę Priyi, która coraz więcej miejsca zajmuje w jego sercu.

## Obsada
- Shahid Kapoor jako Raj Malhotra
- Vidya Balan jako Priya
- Juhi Chawla jako Haseena Bano Jaan
- Om Puri jako Sanjeev Gill
- Vishal Malhotra jako Hiten Patel
- Boman Irani jako Rajeev Batra
- Amit Varma jako Karan
- Himani Shivpuri jako p. Gill
- Karnvir Bohra jako Dev Katariya
- Shahrukh Khan jako narrator (głos)
- Farhad Nathani jako Mr. Sinha

## Muzyka i piosenki
Muzykę do filmu skomponował Pritam Chakraborty, autor muzyki do licznych filmów, m.in. Jab We Met, Life in a... Metro, Woh Lamhe, Hattrick, Just Married, Bas Ek Pal,  Pyaar Ke Side Effects, Dhoom, Naksha, Dhoom 2, Apna Sapna Money Money, Garam Masala, Chocolate, Dhan Dhana Dhan Goal, Król z przypadku, czy Bhagam Bhag. Teksty piosenek napisał Sayeed Quadri i Shabbir Ahmed. 'Soniye Ve' gościnnie skomponował Sajid Wajid. 
| Piosenkę                               | śpiewa(ją)                                     | trwa | Uwagi |
| -------------------------------------- | ---------------------------------------------- | ---- | ----- |
| Aai Paapi (Tu Hai Meri Soniye)         | Neeraj Shridhar                                | 4:06 |       |
| Bakhuda Tumhi Ho                       | Atif Aslam, Alka Yagnik                        | 4:52 |       |
| Move Your Body Now                     | Shaan, Suheil, Hard Kaur, Akriti Kakkar        | 4:06 |       |
| Is This Love (Kahin Na Laage)          | Mohit Chauhan, Shreya Ghoshal                  | 5:29 |       |
| Soniye Ve (Dhak Dhak Dhak)             | Sonu Nigam, Sunidhi Chauhan                    | 4:06 |       |
| Move Your Body Now                     | Adeel, Hard Kaur, Akriti Kakkar                | 4:06 |       |
| Bakuda Tumhi Ho (Remix)                | Atif Aslam, Alka Yagnik                        | 5:46 |       |
| Aai Paapi (Tu Hai Meri Soniye) (Remix) | Neeraj Shridhar                                | 3:45 |       |
| Move Your Body Now (Remix)             | Shaan, Adeel, Suheil, Hard Kaur, Akriti Kakkar | 3:45 |       |
| Is This Love (Kahin Na Laage) (Remix)  | Mohit Chauhan, Shreya Ghoshal                  | 5:52 |       |
| Soniye Ve (Dhak Dhak Dhak) (Remix)     | Sonu Nigam, Sunidhi Chauhan                    | 3:58 |       |